# فرانچسکا گیلن
فرانچسکا گیلن (انگلیسی: Francesca Guillén؛ زادهٔ ۱۴ ژوئن ۱۹۷۷) بازیگر اهل مکزیک است.